# Hans Rebeck
Hans Rebeck (Reebäck) var en dekorationsmålare, verksam under senare hälften av 1600-talet.
Rebeck var i Magnus Gabriel De la Gardies tjänst och utförde 1670 omfattande dekorationsmålningar på Höjentorps slott i Västergötland. 1673 var han verksam på Läckö slott där han dekorationsmålade norra slottslängans fjärde våning och större delen av samma våning på östra längan. 